# 오아시스

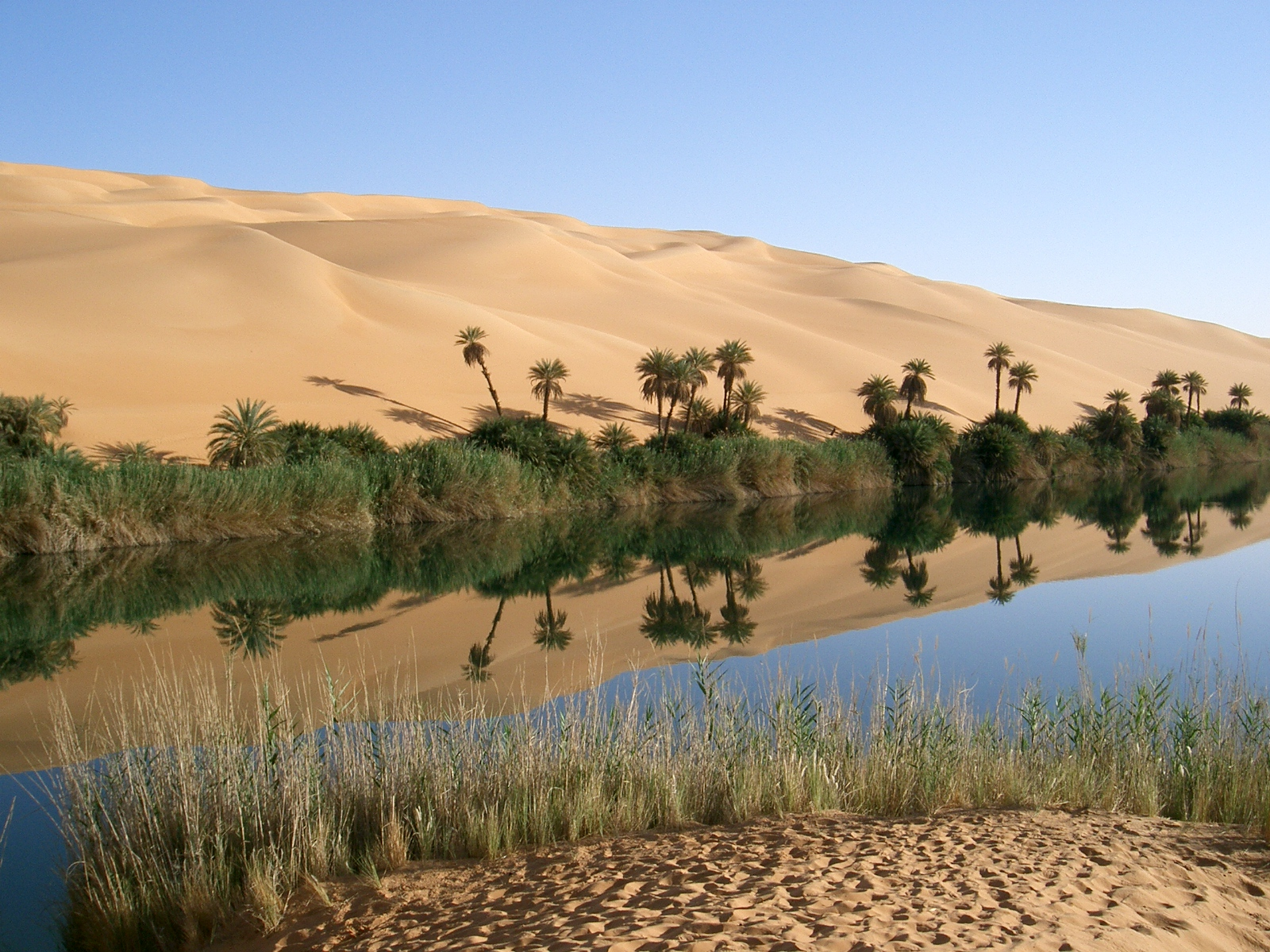
리비아 사하라 사막에 있는 오아시스.

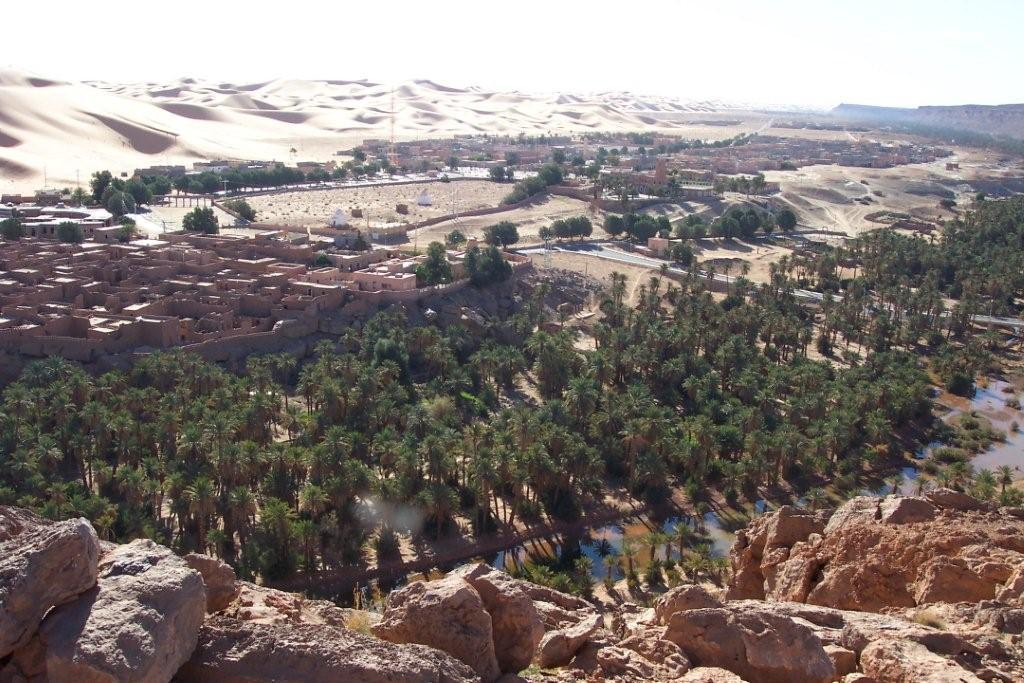
알제리, 태그힛

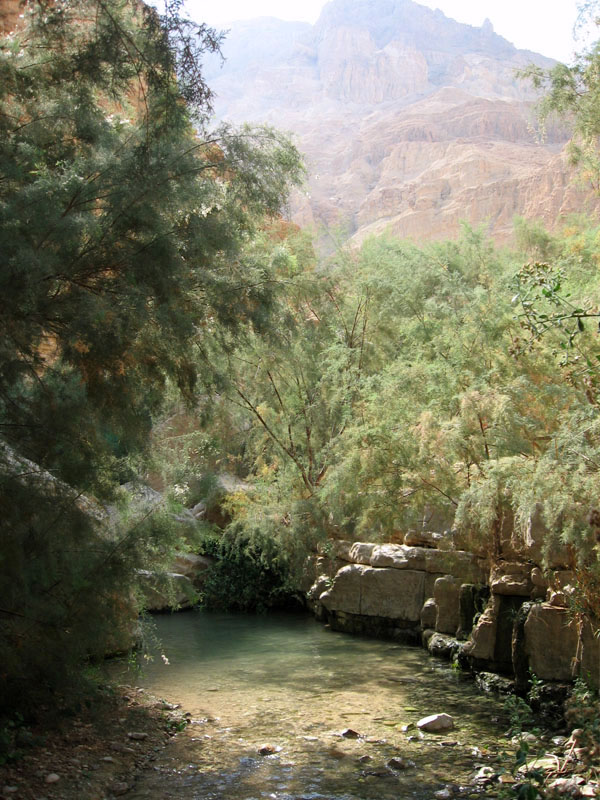
이스라엘, 엔 게디

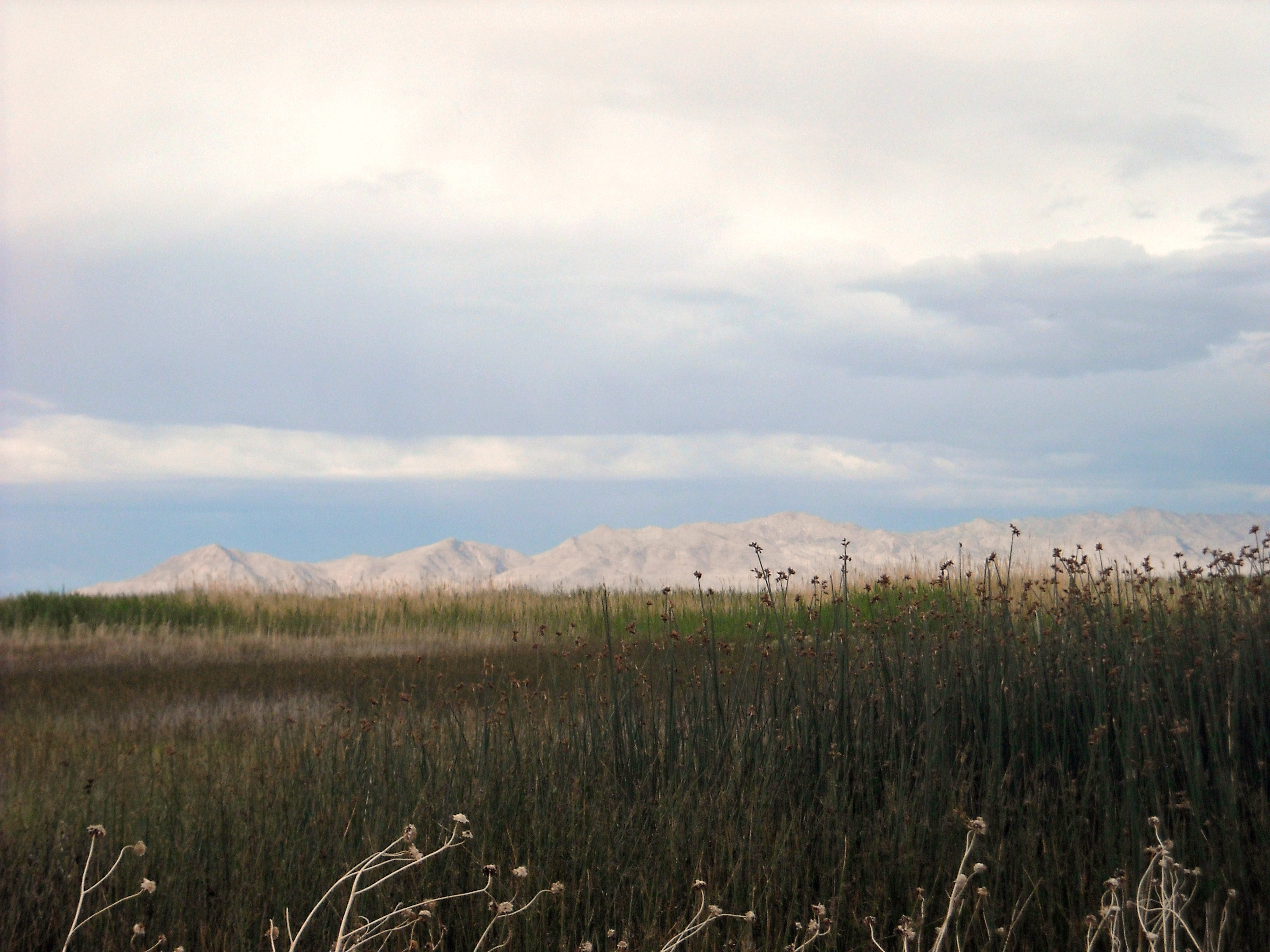
미국, 유타주 피쉬 스프링스 국립 야생 동물 보호소

오아시스(oasis, 복수형: oases)는 사막에서 샘 등의 비옥한 담수원을 의미한다.

## 역사 및 어원
고대 그리스어인 Ὄασις 로부터 온, 리비아 사막의 비옥한 지역을 일컫는 라틴어인 Oasis에서 유래되었다. 사막에 물이 존재하는 지역을 가리키는 말에서 확장되어, 현재는 그렇지 않은 지대에 있는 비옥한 땅을 일컫는 비유적인 표현으로도 사용된다.

## 형성 및 이용

### 오아시스의 형성
대수층(aquifer)의 지하수가 오아시스의 수원이 된다. 이 수원의 경우 자연적인 샘인 경우도 있으며, 인공 우물이 수원이 되는 경우도 있다. 후자의 경우, 수원이 되는 인공 우물은 수 세대에 걸쳐 보존되기도 한다. 때때로 강의 흐름이 오아시스의 수원이 되는 경우도 있다. 이렇게 만들어진 오아시스들 중에는 그 넓이가 22,000제곱 킬로미터에 이르는 것도 있다. 어떤 오아시스의 수원은 고산지대의 녹은 물인 경우도 있는데, 아르헨티나의 쿠요 지방의 오아시스에서 이런 경우를 찾아볼 수 있다.
오아시스는 때때로 영역이 줄어들거나 아예 없어지기도 한다. 이는 바람에 날린 모래 때문인데, 모래가 날리면서 작물을 죽게 만들거나 물을 오염시킨다. 오아시스 지역의 거주민들은 오아시스 주변에 야자수와 같은 크고 두꺼운 나무를 심어 모래에 의한 피해를 최소화하였다. 그 결과 오아시스 지역에 형성된 마을의 경우, 최외곽을 야자수가 둘러싸고 있으며, 그 안쪽에 키가 작은 나무나 작물들을 재배한다. 오아시스 주위에 재배되는 식물들은 대추야자, 목화, 올리브, 밀, 보리, 옥수수 등이 있다.

### 오아시스의 이용
오아시스는 인류 발전에 중요한 역할을 하였다. 대부분의 초기 도시들은 큰 강이나 오아시스 등의 수원을 끼고 발달하였는데, 시리아 사막 북쪽의 도시였던 팔미라가 대표적인 예이다. 오아시스는 교역이나 이동 등에서 중요한 역할을 해왔다. 세계에서 가장 큰 사막인 사하라 사막의 경우, 약 90개의 주요 오아시스가 존재하는데, 각 오아시스 간의 이동은 수 일이 걸리는 경우도 있다. 때문에 상인들은 오아시스 지역에서 물과 식량을 보충하기도 하였다. 이에 고대로부터 사막 지역의 지도자들은 거의 대부분 오아시스 지역을 장악하는 사람이었다. 오아시스는 농업에 있어서도 중요한 역할을 한다. 사우디아라비아의 알하사(Al-Ahsa, 아랍어: الأحساء) 지역의 경우, 수천 년 동안 중요한 경작지였으며, 현재까지도 벼, 옥수수 등의 중요한 생산지이다.

## 존재하는 오아시스들
| 아프리카 이집트 까라 오아시스 ( Qara Oasis ) 다흘라 오아시스 ( Dakhla Oasis ) 바하리야 오아시스 ( Bahariya Oasis ) 시와 오아시스 ( Siwa Oasis ) 파라프라 오아시스 ( Farafra Oasis ) 파이윰 오아시스 ( Faiyum Oasis ) 하르가 오아시스 ( Kharga Oasis ) 리비아 가다메스 오아시스 ( Ghadamis Oasis ) 가트 오아시스 ( Ghat Oasis ) 무르주크 오아시스 ( Murzuk Oasis ) 비라크 오아시스 ( Birak Oasis ) 알자그붑 오아시스 ( Al-Jaghbub Oasis ) 쿠프라 오아시스 ( Kufrah Oasis ) 모로코 타타 오아시스 ( Tata Oasis ) 타필랄트 오아시스 ( Tafilalt Oasis ) 튀니지 토죄르 오아시스 ( Tozeur Oasis ) 알제리 아드라르 오아시스 ( Adrar Oasis ) 우아르글라 오아시스 ( Ouargla Oasis ) 티미문 오아시스 ( Timimoun Oasis ) | 아시아 중동아시아 리와 오아시스 ( Liwa Oasis ), 아랍에미리트 사카카 오아시스 ( Sakaka Oasis ), 사우디아라비아 아즈락 오아시스 ( Azraq Oasis ), 요르단 알카르지 오아시스 ( Al-Kharj Oasis ), 사우디아라비아 알하사 오아시스 ( Al-Hasa Oasis ), 사우디아라비아 엔 게디 오아시스 ( Ein Gedi Oasis ), 이스라엘 타바스 오아시스 ( Tabas Oasis ), 이란 중국 누란 오아시스 ( Loulan Oasis ) 니야 오아시스 ( Niya Oasis ) 미란 ( Miran Oasis ) 야르칸드 오아시스 ( Yarkand Oasis ) 투르판 오아시스 ( Turpan Oasis ) 아메리카대륙 칠레 피카 오아시스 ( Pica Oasis ) 멕시코 물레헤 오아시스 ( Mulege Oasis ) 산이그나시오 오아시스 ( San Ignacio Oasis ) 페루 와카치나 오아시스 ( Huacachina Oasis ) |

## 같이 보기
- 리비아 대수로
- 구엘타
- 신기루
- 카나트
- 와디
- 상수도
- 아플라즈 관개 시설